# 三つのジャポニスム
『三つのジャポニスム』（みっつのじゃぽにすむフランス語: Les Trois Notes du Japon）は、2001年に真島俊夫が発表した吹奏楽曲である。東京佼成ウインドオーケストラの委嘱作品である。「鶴が舞う」「雪の川」「祭り」の3作品によって構成され、演奏時間は、約16分。日本的な題材を西洋的技法で表現している。
「ジャポニズム（スが濁音）」と発音されることもあるが、正確には、フランス語に基づくジャポニスム（スに濁点がつかない）である。

## 概要
2001年4月27日に東京文化会館大ホールで開催された東京佼成ウインドオーケストラ第68回定期演奏会において、常任指揮者ダグラス・ボストックの指揮により初演された。ボストックは同年5月にドイツとスイスでも演奏している。2003年にスウェーデン・ヨンショーピングで開催された第11回世界吹奏楽大会（WASBE）とオーストリア・シュラドミングのミッド・ヨーロッパ音楽祭で神奈川大学吹奏楽部により演奏され、今までとは違う日本的テイストを持つ曲として高い評価を得た。
演奏には高度な技術が必要とされるが、人気がある吹奏楽作品であり、全日本吹奏楽コンクールの自由曲やコンサートにおいて中学生や高校生が演奏することもある。
タイトルの語感から、作曲者は曲名と各楽章名の欧文表記もフランス語にしている。
作曲者自身によって管弦楽のために編曲され、2010年1月11日にオーチャードホールで開催された「渋谷ブラスフェスタ」で、渡邊一正指揮の東京フィルハーモニー交響楽団により初演された。

## 曲の構成
「鶴が舞う」「雪の川」「祭り」の3曲で構成される。全曲の演奏時間は、約18分である。全日本吹奏楽コンクールでは、演奏時間の上限という制約のため各団体ならではの編集（カット）がなされる。また、作曲者自身によって約7分30秒の演奏時間に再編集された「三つのジャポニスム　コンポーザーズ・エディション」も発売されている。
1. 鶴が舞う（La Danse des Grues）
丹頂鶴の求愛ダンスを吹奏楽で可憐に表現している。鶴が舞う場面には、うちわの紙を外し2つをたたき合わせ表現される。ピッコロ・オーボエ・ソプラノサックスなどのソロがある。また途中、鶴の羽ばたきと鳴き声の描写が入る。
2. 雪の川（La Rivière Enneigée）
冬の渓谷を静かに流れる川に、雪がしんしんと降り続ける墨絵のような光景を描写している。川が流れる音には、高さの異なる竹の筒をウィンドチャイムの吊るし棒に糸で垂らし、手で揺すり表現される。コーラングレ・ソプラノサックス・フルートのソロがある。
3. 祭り（La Fête du Feu）
日本の夏に行われる情熱的な踊りや祭を表現している。途中、入道雲のある夏の空を描写した部分がある。また、ねぶたのリズムが使われている。クラリネット・フルート・銅鑼・ティンパニのソロがある。

## 出版
アトリエエムより楽譜が販売されている。